# Армяно-чилийские отношения
Армяно-чилийские отношения — двусторонние дипломатические отношения между Арменией и Чили. Около 600 человек в Чили имеют армянское происхождение. Страны являются членами Организации Объединённых Наций.

## История
В XX веке во время и вскоре после окончания геноцида многие армяне сели на корабли для «Америки» не зная, что они направлялись в Южную Америку. Первые армяне, прибывшие в Чили, поселились в городе Льяйльяй, недалеко от порта Вальпараисо. В 1940-х годах правительство Чили поощряло иммиграцию в страну, что привело к увеличению прибывших в страну армян. 26 декабря 1991 года Армения восстановила независимость после распада Советского Союза. 15 апреля 1993 года Армения и Чили установили дипломатические отношения.
В 2007 году правительство Чили признало геноцид армян. В 2010 году Армения назначила почётного консула в Сантьяго. В июле 2014 года президент Армении Серж Саргсян с официальным визитом посетил Чили, где провёл переговоры с президентом Чили Мишель Бачелет. Президенты обсудили широкий круг вопросов, касающихся укрепления армяно-чилийских двусторонних отношений и совместные усилия по развитию сотрудничества в ряде перспективных областей. Оба лидера подписали Меморандум о взаимопонимании и сотрудничестве между министерствами иностранных дел обеих стран. В 2016 году Чили назначила постоянного почётного консула в Ереване.
В апреле 2018 года страны отметили 25-летие со дня установления дипломатических отношений. В том же году Армения и Чили отменили визы для владельцев дипломатических и официальных паспортов.

## Торговля
В 2018 году объём товарооборота между странами составил сумму 1,9 миллиона долларов США. Экспорт Армении в Чили — железная руда. Экспорт Чили в Армению: рыба и алкогольные напитки (вино).

## Дипломатические представительства
- Интересы Армении в Чили представлены через посольство в Буэнос-Айресе и через почётное консульство в Сантьяго[7].
- Интересы Чили в Армении представлены через посольство в Москве и через почётное консульство в Ереване[8].